# 瓦拉爾

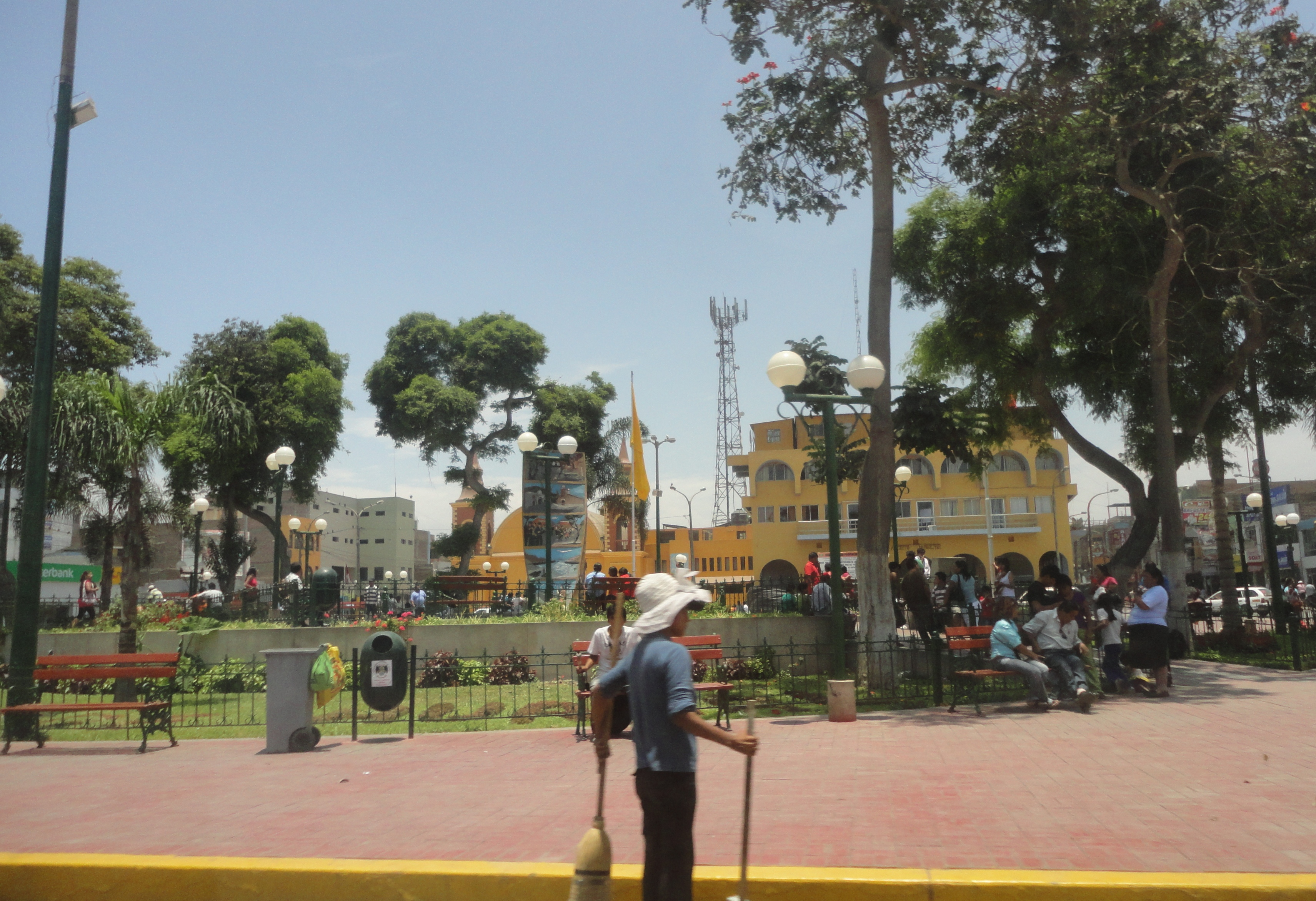

瓦拉爾是秘魯的城市，位於該國西部，由利馬大區負責管轄，距離首都利馬75公里，海拔高度188米，當局在2010年5月宣布在該鎮興建監獄，2007年人口79,001。
11°30′S 77°12′W / 11.500°S 77.200°W